# Trinidad y Tobago en los Juegos Olímpicos de Barcelona 1992
Trinidad y Tobago estuvo representada en los Juegos Olímpicos de Barcelona 1992 por un total de 7 deportistas que compitieron en 2 deportes.  
El portador de la bandera en la ceremonia de apertura fue el atleta Alvin Daniel. El equipo olímpico de Trinidad y Tobago no obtuvo ninguna medalla en estos Juegos.